# شیرا الی
شیرا الی (انگلیسی: Shyra Ely؛ زادهٔ ۹ اوت ۱۹۸۳) بازیکن بسکتبال اهل ایالات متحده آمریکا است.